# Ulla Öhman
Ulla Karin Öhman, född 14 juli 1959 i Svansteins kyrkobokföringsdistrikt i Norrbottens län, är radioreporter på P4 Västernorrland. Hon är tvåfaldig vinnare av Guldspaden som är Sveriges främsta pris inom grävande journalistik. Hon har även vunnit Guldörat för Årets radioupplevelse 2021.
2018 vann hon Guldspaden för Felplacerade i särskolan och 2021 vann hon en guldspade då juryns särskilda pris gick till hennes granskning om romansbedragaren Charlie Anderson.
Ulla Öhman har också arbetat för Samhällsredaktionen på P1 och Sveriges Radio Jämtland. Hon bor i Härnösand.